# Bahnstrecke Worb Dorf–Worblaufen
| Züge von und nach Worb Dorf im Bahnhof Worblaufen (2009) |                                   |                                       |                                       |
| Streckennummer (BAV): | 294                               |                                       |                                       |
| Fahrplanfeld: | 307                               |                                       |                                       |
| Streckenlänge: | 11 km                             |                                       |                                       |
| Spurweite: | 1000 BKW–Worblaufen auch: 1435 mm |                                       |                                       |
| Stromsystem: | 1250 V =                          |                                       |                                       |
| Maximale Neigung: | 29 ‰                              |                                       |                                       |
| Streckengeschwindigkeit: | 70 km/h                           |                                       |                                       |
| Zugbeeinflussung: | ZSL 90                            |                                       |                                       |
| Zweigleisigkeit: | Ittigen–Worblaufen                |                                       |                                       |
| |                                   |                                       |                                       |
| \| \| 9,86 \| Worb Dorf \| Worb Dorf \| \| \| \| nach Bern \| \| \| \| 10,25 \| Worbboden \| Worbboden \| \| \| 11,69 \| Vechigen \| Vechigen \| \| \| 12,79 \| Boll-Utzigen \| Boll-Utzigen \| \| \| 14,73 \| Stettlen \| Stettlen \| \| \| 15,57 \| Deisswil \| Deisswil \| \| \| \| Anschluss Kartonfabrik \| \| \| \| 16,11 \| Bolligen B-Anlage \| Bolligen B-Anlage \| \| \| 17,54 \| Bolligen \| Bolligen \| \| \| 18,58 \| Ittigen bei Bern \| Ittigen bei Bern \| \| \| \| nach Bern Kornhausplatz \| \| \| \| \| Eyfeld \| \| \| \| \| Übergang zur Strassenbahn Bern \| \| \| \| 19,23 \| Papiermühle \| Papiermühle \| \| \| 19,80 \| BKW \| BKW \| \| \| \| von Solothurn und von Unterzollikofen \| \| \| \| 20,87 \| Worblaufen \| Worblaufen \| \| \| \| nach Bern \| \| |                                   |                                       |                                       |
| Kopfbahnhof Streckenanfang | 9,86                              | Worb Dorf                             | Worb Dorf                             |
| Abzweig geradeaus und nach links |                                   | nach Bern                             | nach Bern                             |
| Haltepunkt / Haltestelle | 10,25                             | Worbboden                             | Worbboden                             |
| Haltepunkt / Haltestelle | 11,69                             | Vechigen                              | Vechigen                              |
| Bahnhof | 12,79                             | Boll-Utzigen                          | Boll-Utzigen                          |
| Haltepunkt / Haltestelle | 14,73                             | Stettlen                              | Stettlen                              |
| Haltepunkt / Haltestelle | 15,57                             | Deisswil                              | Deisswil                              |
| Abzweig geradeaus und von rechts |                                   | Anschluss Kartonfabrik                | Anschluss Kartonfabrik                |
| Dienststation / Betriebs- oder Güterbahnhof | 16,11                             | Bolligen B-Anlage                     | Bolligen B-Anlage                     |
| Bahnhof | 17,54                             | Bolligen                              | Bolligen                              |
| Bahnhof | 18,58                             | Ittigen bei Bern                      | Ittigen bei Bern                      |
| Abzweig geradeaus und ehemals nach links · Strecke von rechts (außer Betrieb) |                                   | nach Bern Kornhausplatz               | nach Bern Kornhausplatz               |
| Strecke · Haltepunkt / Haltestelle (Strecke außer Betrieb) |                                   | Eyfeld                                | Eyfeld                                |
| Strecke · Grenze mit U-Bahn (Strecke außer Betrieb) |                                   | Übergang zur Strassenbahn Bern        | Übergang zur Strassenbahn Bern        |
| Bahnhof | 19,23                             | Papiermühle                           | Papiermühle                           |
| Dienststation / Betriebs- oder Güterbahnhof | 19,80                             | BKW                                   | BKW                                   |
| Abzweig geradeaus und von rechts |                                   | von Solothurn und von Unterzollikofen | von Solothurn und von Unterzollikofen |
| Bahnhof | 20,87                             | Worblaufen                            | Worblaufen                            |
| Strecke |                                   | nach Bern                             | nach Bern                             |

Die Bahnstrecke Worb Dorf–Worblaufen ist eine 11,19 Kilometer lange, meterspurige und elektrifizierte Bahnstrecke im Schweizer Kanton Bern. Die Strecke wird heute vom Regionalverkehr Bern–Solothurn (RBS) betrieben.

## Geschichte und Verkehr
Die Strecke von Worb über Ittigen nach Papiermühlestrasse (heute Guisanplatz) sowie die damalige Zweigstrecke zwischen Ittigen und der Pulverfabrik, wo Anschluss an die BZB-Strecke Pulverfabrik–Worblaufen bestand, wurden am 23. August 1913 durch die Worblentalbahn eröffnet. Auf der damaligen Zweigstrecke von Ittigen nach Worblaufen war der Personenverkehr zwischen 1923 und 1974 eingestellt, und sie wurde als reine Güterverkehrsstrecke benutzt. Mit der Verlegung der Endstation Bern in den Tunnelbahnhof unter dem Hauptbahnhof Bern wurde die Strecke Ittigen nach Guisanplatz (Kornhaus) eingestellt und abgebrochen.
Der Abschnitt Worblaufen–Papiermühle–Ittigen wurde zwischen 1968 und 1985 etappenweise neu gebaut und von der Strasse wegverlegt und bis 2007 durchgehend auf Doppelspur ausgebaut. Das Teilstück Worblaufen–Pulverfabrik (spätere Dienststation BKW, heute Anschlussgleis Betonwerk) wurde ursprünglich von der Bern–Zollikofen-Bahn (BZB) erbaut und schon 1912 eröffnet, die Strecke Pulverfabrik–Ittigen 1913 von der Worblentalbahn (WT). 1923 bis 1969 fand auf diesem Abschnitt kein Personenverkehr statt, er diente lediglich dem Güterverkehr zu den damals ausgedehnten Anschlussgleisanlagen.
Erst 1972 wurde das Betonwerk Worblaufen mit einem Anschlussgleis erschlossen, dieses wurde als letztes noch bis 2012 bedient, nachdem 2010 die Kartonfabrik Deisswil geschlossen worden war und die beförderten Mengen zusammenbrachen. Heute dient das Gleis beim Betonwerk noch dem Baudienst des RBS; bis dorthin können Normalspurwagen mit Schotter, Schienen, Schwellen und anderen Materialien noch gebracht werden.
Im Personenverkehr wurde die Strecke 1974 bis 2004 von der Linie W bedient, wobei bis Ittigen kurzgeführte Züge mit einem rot durchgestrichenen Liniensignal gekennzeichnet waren. Bedient wird die Strecke nach Worb Dorf heute von der in die S-Bahn Bern integrierten Linie S7. Von Worblaufen verkehren alle Züge weiter über eine Doppelspurstrecke bis in die Schweizer Bundesstadt Bern.

### Unfälle
Am 26. April 1985 starben vier Menschen beim Zusammenstoss zweier Züge bei Deisswil, 16 Personen wurden verletzt. Ein Zug aus Bern hatte die Kreuzung des Gegenzuges aus Worb nicht abgewartet. Nach dem Unfall wurde mit grossem Aufwand das Zugsicherungssystem ZSL 90 entwickelt.

## Streckenbeschreibung

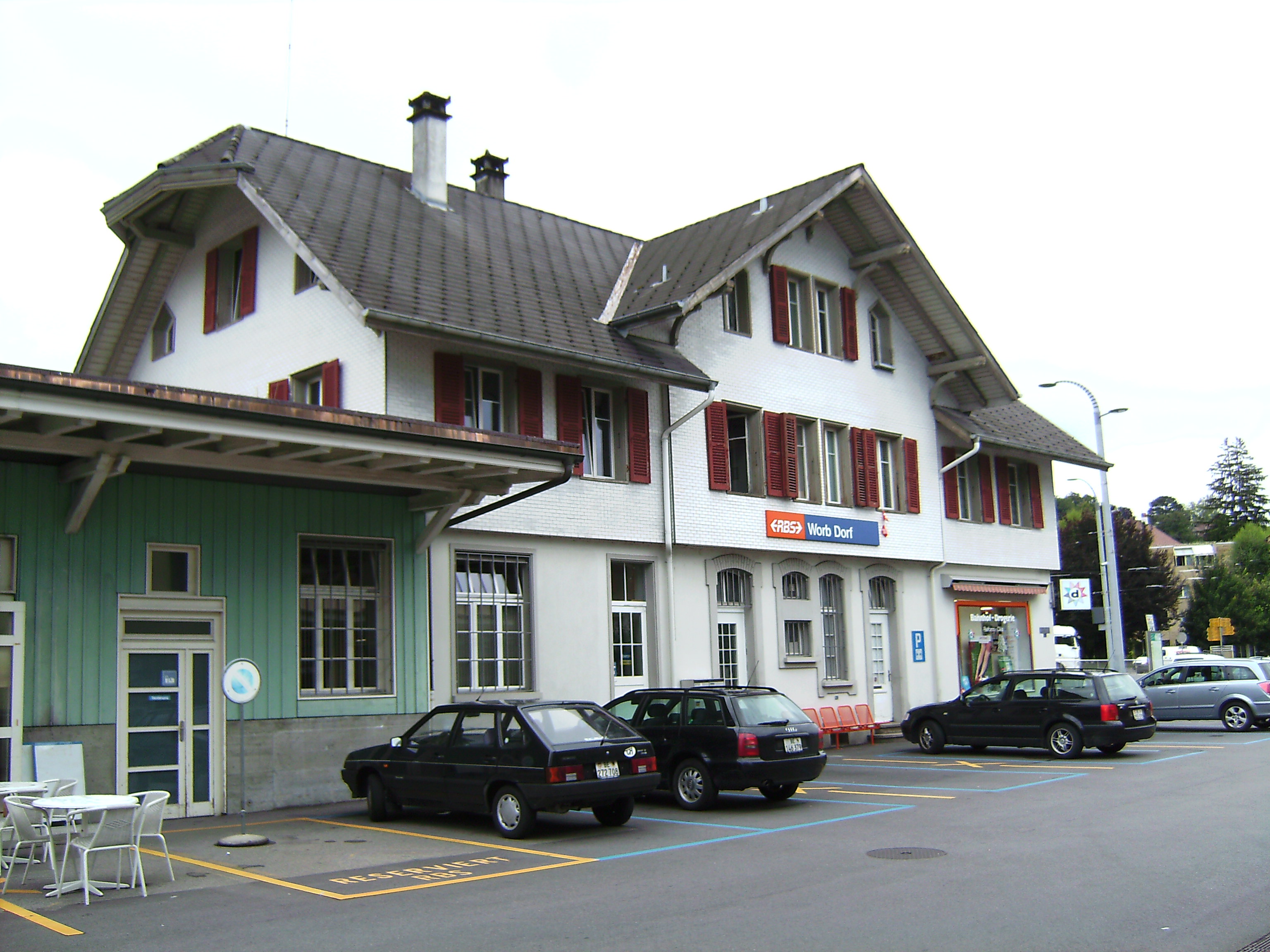
Der Ausgangspunkt Worb Dorf

### Verlauf
Die Strecke beginnt im Bahnhof Worb Dorf, in dem die südlich verlaufende Bahnstrecke Bern–Worb Dorf endet. Im Bahnhof Worblaufen trifft sie mit den Bahnstrecken Bern–Unterzollikofen und Solothurn–Worblaufen zusammen.
Betriebsmittelpunkte sind Worblaufen, Worb Dorf und Worbboden, wo sich jeweils Depots befinden, in Worbboden zusätzlich eine Werkstätte.
Als Besonderheit ist der Streckenabschnitt BKW–Worblaufen(–Oberzollikofen) für den Güterverkehr als Dreischienengleis ausgeführt.

### Betriebsstellen
| Betriebsstelle                                       | Gleisanlage                                                                                   | Inbetriebnahme | Bemerkungen                                         |
| ---------------------------------------------------- | --------------------------------------------------------------------------------------------- | -------------- | --------------------------------------------------- |
| Worblaufen                                           | Verzweigungsbahnhof mit 6 Gleisen, Depotanlage, Abstell- und Gütergleise                      | 1912           | verschiedene Um- und Ausbauten                      |
| Pulverfabrik                                         | Haltestelle bis 1923, Anschlussgleise Eigentumsgrenze Bern–Zollikofen-Bahn und Worblentalbahn | 1912–1968      | Ersatz durch Dienststation BKW (neue Linienführung) |
| Anschlussgleis Betonwerk (ehemals Dienststation BKW) | Dienststation, Anschlussgleise                                                                | 1968           | bis 2007 Beginn der Doppelspur nach Ittigen         |
| Papiermühle                                          | zwei Gleise, Aussenperrons je nach dem Bahnübergang                                           | 1985           | Linienverlegung                                     |
| Ittigen bei Bern                                     | zwei Gleise, ein Aussenperron und ein Mittelperron                                            | 1913           | bis 200X ein Abstellgleis für die Adhesa AG         |
| Bolligen                                             | zwei Gleise                                                                                   | 1913           | ein kurzes Abstellgleis für Dienstfahrzeuge         |
| Bolligen B-Anlage                                    | Dienststation                                                                                 | 1953           | Ausweichgleis 2 Abstellgleise                       |
| Deisswil                                             | Haltestelle, ein Gleis                                                                        | 1913           |                                                     |
| Stettlen                                             | Bahnhof, zwei Gleise                                                                          | 1913           |                                                     |
| Boll-Utzigen                                         | Bahnhof, zwei Gleise                                                                          | 1913           |                                                     |
| Vechigen                                             | Haltestelle, ein Gleis                                                                        | 1913           |                                                     |
| Worbboden                                            | Haltestelle, ein Gleis                                                                        | 2006           | Depotwerkstätte (1972)                              |
| Worb Dorf                                            | Kopfbahnhof, zwei Gleise                                                                      | 1913           | Bahnhofshalle (2002)                                |